# Michele Giuffrida
Michele Giuffrida (Catania, 13 ottobre 1926 – Catania, 26 giugno 2012) è stato un dirigente sportivo e imprenditore italiano.
Nell'immediato post-guerra, nel 1947-'48 e nel 1948-'49, fece parte della dirigenza del Club Calcio Catania. Nel 1955-'56 ne divenne presidente insieme a Mario Orlando e Agatino Pesce. Si trattò di un comitato di reggenza di imprenditori sostenuti dal comune, nominato dopo la retrocessione per illecito dei rossazzurri in seguito al "Caso Catania". Alla scadenza del mandato, fu nominato vicepresidente al fianco di Pesce e fu tra i promotori di un'inchiesta interna per capire di chi fu la colpa della sconfitta all'ultima giornata del campionato 1956-'57 che impedì la promozione in Serie A.
Collaborò attivamente con Ignazio Marcoccio in varie edizioni del calciomercato estivo, sin dal 1959-'60, risultando uno dei consiglieri fidati del commissario del Catania nelle sei stagioni in cui la società etnea rimase in Serie A. In questi anni, stabilì un solido legame sia con il commissario che con l'allenatore Carmelo Di Bella. Dopo la retrocessione del 1965-'66, tuttavia, venne additato come responsabile di una campagna acquisti insufficiente e messo in disparte. Reintegrato già nel 1967-'68, rimase anche con la nuova proprietà che faceva capo ad Angelo Massimino, ricoprendo la carica di vicepresidente.
Fu anche tesoriere della Lega Calcio.
È morto nell'estate 2012.